# Districtul civil Buckhorn, comitatul Harnett, Carolina de Nord

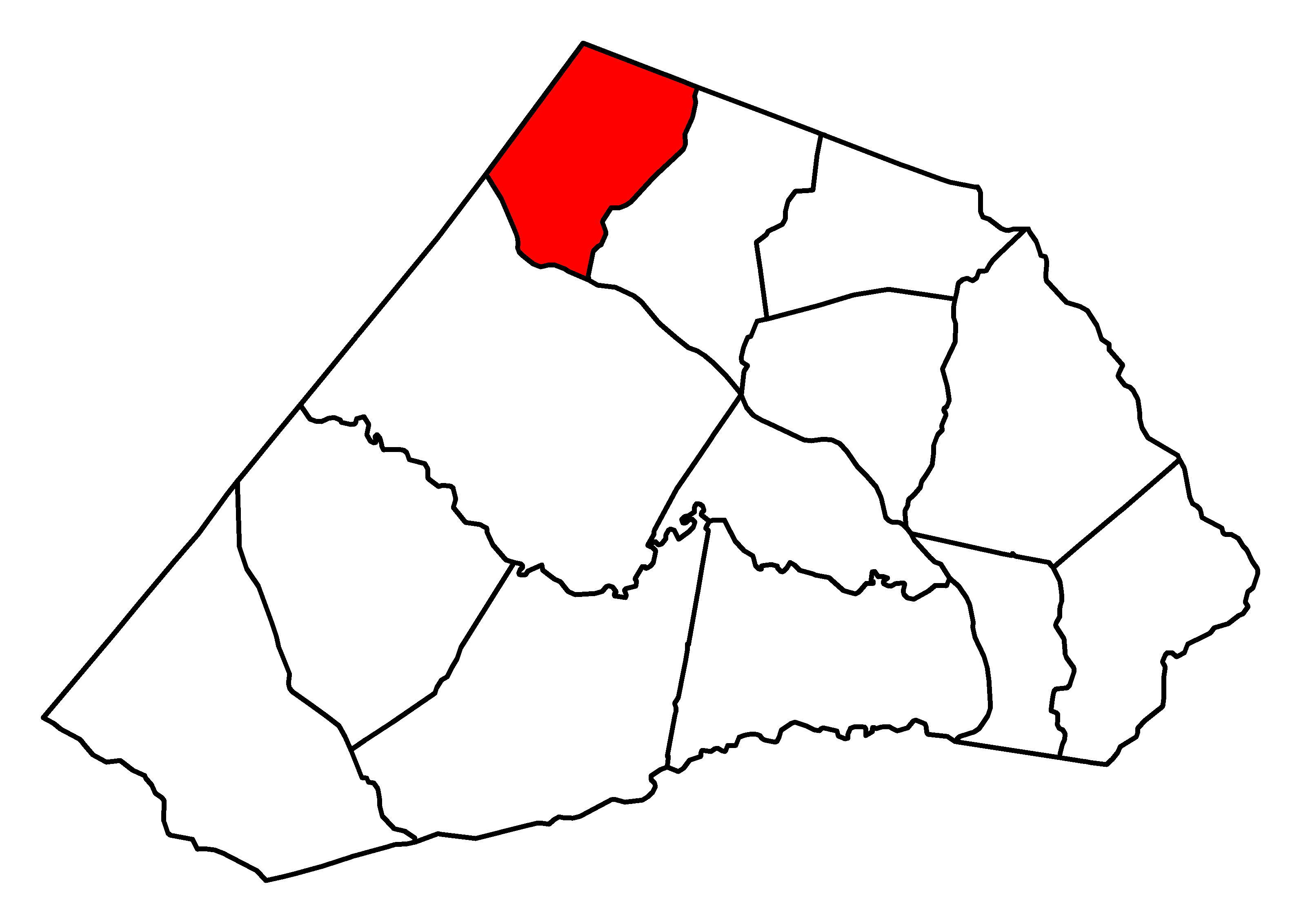
Plasarea districtului civil Buckhorn în cadrul comitatului Harnett, statul, SUA.

Districtul civil Buckhorn (în original, civil township) este unul dintre cele treisprezece zone locuite cu statut de township din comitatul Harnett, statul  Carolina de Nord,  Statele Unite ale Americii. Conform datelor recensământului din anul 2000, township-ul avea o populație de 1.905 locuitori.

## Descriere
Geografic, Buckhorn Township ocupă 74.46 km2 (sau 28.75 sqmi) în partea de nord-vest a comitatului Harnett. În această diviziune administrativă nu există nicio localitate încorporată, dar există mai multe localități neîncorporate, printre care se pot enumera Cokesbury și  Duncan. Districtul civil se învecinează la nord cu comitatul Wake.